# Pälden Sherab
Khenchen Pälden Sherab Rinpoche (Dhoshul (Kham), 10 mei 1942) is een Tibetaans boeddhistisch schrijver, leraar en lama uit de nyingmatraditie.
Khechen Palden is geleerd in Theravada, Mahayana en Vajrayana en vooral in de teksten en leer van Dzogchen. Hij is de oudere broer van Khenpo Tsewang Dongyal. John Halpern interviewde hen voor zijn Tibetaanse documentaire Refuge uit 2006.

## Biografie

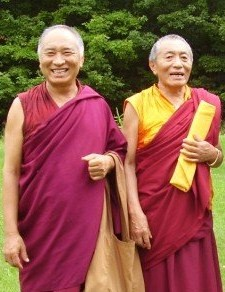
rechts van zijn broer Khenpo Tsewang Dongyal

Khenchen Pälden Sherab behaalde zijn geshegraad aan de tempel Taklung kagyü van het Riwoche-klooster, kort voor de invasie van Tibet door het Volksbevrijdingsleger. Tijdens zijn vlucht met zijn familie naar India in 1950 verloor hij zijn moeder en zussen; zijn vader, lama Chimed Namgyal Rinpoche, en broer overleefden.
In India vroeg de Dudjom Rinpoche hem zich te voegen bij het comité dat de heilige teksten terugwon van de vier belangrijkste scholen in het Tibetaans boeddhisme. In deze tijd won hij duizenden teksten en commentaren terug.
Khechen Palden Sherab Rinpoche reisde door de Verenigde Staten met zijn broer Khenpo Tsewang Dongyal Rinpoche; samen zetten ze in 1985 de non-profitdrukkerij Dharma Samudra op. Sindsdien publiceerden ze talrijke teksten over de Tibetaanse taal, poëzie, grammatica, boeddhistische filosofie en beoefening, logica en tantra en de geschiedenis van Tibet.
In 1989 richtten ze het Padmasambhava Buddhist Center op, dat meer dan twaalf filialen en kloosterlijke instituties kent in de VS, Puerto Rico, Rusland en India. Het hoofdkwartier staat in het retraiteoord en klooster Pema Samye Ling Delaware County (New York).
- Gemeinsame Normdatei: 13250278X
- International Standard Name Identifier: 0000 0000 7989 1571
- Library of Congress Control Number: n98046770
- Virtual International Authority File: 31311010
- WorldCat: E39PBJjxykqhkJ4HXqYbJpdvpP